# Zenga Zenga
Zenga Zenga — пародия-ремикс Муаммара Каддафи со словами, движениями и самим Каддафи, произносящим речь, в формате видеоролика на YouTube. Песня, выпущенная 22 февраля 2011 года, быстро стала популярной на танцполах мира.
Ремикс был создан израильтянином Ноем Алушем, журналистом и музыкантом. На сервисе YouTube число просмотров ролика достигло 4,5 миллионов за две недели.
22 февраля 2011 года ливийский лидер Муаммар Каддафи в обращении к народу пообещал бороться с оппозиционерами, в том числе, и за каждый переулок (араб. زنقة‎; Zanqa). Это слово, повторенное дважды (Zenga Zenga; араб. زنقة زنقة‎), и стало названием песни. Автор ремикса впечатлился странной, дерганой речью Каддафи, его бедуинским нарядом, жестикуляцией и неподвижным лицом ливийского лидера, когда создавал мелодию в стиле «транс». Использовав ритм одного из синглов в жанре транс-музыки и наложив на него слова и оригинальную видеозапись Каддафи, Алуш после нескольких часов за компьютером создал видеоролик.
Реакция на песню была положительной и со стороны ливийской оппозиции, которые приняли его за насмешку над Каддафи, и со стороны мировой общественности. Некоторые нашли видео недостойным только потому, что создатель видео, Ной Алуш — еврей.
Несколько позже вышел англоязычный ремикс клипа и «Zenga Zenga» в исполнении сторонников Каддафи.